# 松戸賢治
松戸 賢治（まつとけんじ、1980年5月30日 - ）は日本のCMエディター、映像プロダクションの代表。
山梨県出身。レッドアトレ所属。

## 経歴、人物
- 1999年、山梨県立日川高校を卒業。
- 2001年、学校法人東放学園専門学校を卒業。
- 2001年同年、株式会社電通テックCM制作部へ配属。
- 2004年、株式会社デジタルエッグへ入社。
- 2007年、フリーランスCMエディターとして独立。
- 2007年同年、レッドアトレ設立。

### 特徴
- フリーランスとして独立後、ブライダル映像制作や企業CM制作など多岐なジャンルの映像を手掛ける。
- プロデューサーとしても活躍するかたわら、映像コンサルタントとしてセミナー等も主催している。
- 趣味は温泉。

## 担当作品

### ＣＭ
- グリー株式会社 TV-CM
- 株式会社ローソン TV-CM
- 株式会社SANKYO TV-CM
- 花王株式会社 TV-CM
- 株式会社崎陽軒 TV-CM
- JRA日本中央競馬会 TV-CM
- 東京電力 TV-CM「Switch!」
- UQコミュニケーションズ株式会社 TV-CM「入ってる！ 比べて篇」
- 日清食品株式会社 TV-CM「カップヌードル ミルクシーフード」
- ユニ・チャーム株式会社 TV-CM「ムーニー」
- 公共広告機構 AC TV-CM 「屋上の少女」
- 公共広告機構 AC TV-CM 全国キャンペーン「消える砂の像」
- ハウス食品株式会社 TV-CM 「とんがりコーン」「バーモントカレー」

### 映画
- 映画「胸キュンBomb!」（2003年）
- 映画「犬とあなたの物語 いぬのえいが」（2011年）
- はま・なか・あいづ文化連携プロジェクト『黒と朱』 (映画)（2014年）
- 短編映画「Miss Fortune（ミスフォーチュン）」（2015年）
- 沖縄国際映画祭『ウゲウゲ！』 (映画)（2015年）
- 映画「クハナ！」（2016年）
- 映画「スポットライトを当ててくれ!」（2024年）

### 映像作品
- ニフティ株式会社　ウイルスの恐怖展
- ミュージックビデオ　高田純次「過去なんて忘れなよ」
- 中外製薬 プライマリームービー「ひざは大切ニャ！」
- FHIT MUSIC♪ ～フェアリーズ～[MUSIC ver.]